# Janice Kawaye
Janice Hiromi Kawaye (Los Ángeles, California, 4 de abril de 1970) es una actriz de voz estadounidense de origen japonesa, mayormente conocida por haber dado vida a personajes como XJ-9 / Jenny Wakeman en La robot adolescente, Ami Onuki en Hi Hi Puffy AmiYumi, Gi en Capitán Planeta y los planetarios, Chie en el animé Mirmo!, y las voces de Ida y Ada en Fushigiboshi no Futagohime. En la actualidad, también sido la voz de Kim y Kam Chin en la serie animada Class of 3000 de Cartoon Network. Además ha hecho voces secundarias tanto en la serie animada Codename: Kids Next Door como en la película de esta (Kids Next Door: Operation: Z.E.R.O.).

## Filmografía

### Animación
| Año           | Título                                            | Papel                   | Notas                              | Fuente              |
| ------------- | ------------------------------------------------- | ----------------------- | ---------------------------------- | ------------------- |
| 1987          | Dorothy Meets Ozma of Oz                          | Dorothy Gale            | Como Hiromi Kawaye                 | [ 2 ]               |
| 1988          | Pound Puppies and the Legend of Big Paw           | Tammy                   |                                    | [ 3 ]               |
| 1989          | The Karate Kid                                    | Taki Tamurai            |                                    | [ 4 ]               |
| 1990          | Midnight Patrol: Adventures in the Dream Zone     | Keiko                   |                                    | [ 5 ]               |
| 1990–96       | Capitán Planeta y los planetarios                 | Gi                      |                                    | [ 6 ] [ 7 ]         |
| 1994–95       | Bump in the Night                                 | Little/Big Robot, otros |                                    | [ 8 ]               |
| 2001–06       | Invader Zim                                       | Sara, otros             |                                    | [ 6 ] [ 8 ]         |
| 2004–08       | Codename: Kids Next Door                          | Sonia, Lee              |                                    | [ 9 ]               |
| 2003–08       | All Grown Up!                                     | Kioko, Julia            |                                    | [ 6 ]               |
| 2003–09       | La robot adolescente                              | Jenny/XJ9, XJ1, otros   |                                    | [ 8 ] [ 10 ]        |
| 2004–05       | Megas XLR                                         | Varias voces            |                                    | [ 8 ]               |
| 2004          | Bratz: Starrin' & Stylin'                         | Yasmin                  |                                    | [ 8 ]               |
| 2004–06       | Hi Hi Puffy AmiYumi                               | Ami Onuki, otros        |                                    | [ 1 ] [ 6 ] [ 8 ]   |
| 2006          | Teen Titans: Trouble in Tokyo                     | Nya-Nya, Timoko         |                                    | [ 8 ]               |
| 2006–08       | Class of 3000                                     | Kim y Kam Chin          |                                    | [ 6 ] [ 11 ] [ 12 ] |
| 2010–presente | Young Justice                                     | Asami "Sam" Koizumi     | También en Young Justice: Invasion | [ 8 ] [ 13 ]        |
| 2012          | Doctora Juguetes                                  | Kiko                    |                                    | [ 14 ]              |
| 2014          | Lalaloopsy Girls: Welcome to L.A.L.A. Prep School | Bea Spells-A-Lot        | Como Janice Roman Roku             | [ 15 ]              |
| 2017          | Be Cool, Scooby-Doo!                              | Aki y Reportera         | Como Janice Kawaye                 |                     |

### Videojuegos
| Año  | Título                           | Papel                            | Notas                                                      | Fuente              |
| ---- | -------------------------------- | -------------------------------- | ---------------------------------------------------------- | ------------------- |
| 2004 | Ninja Gaiden                     | Ayane                            | También Ninja Gaiden Black Ninja Gaiden Sigma & Sigma Plus | [ 8 ] [ 16 ] [ 17 ] |
| 2007 | Nicktoons: Attack of the Toybots | Jenny/XJ-9                       |                                                            | [ 8 ]               |
| 2008 | Ninja Gaiden II                  | Ayane                            | También en Ninja Gaiden Sigma 2 & Sigma 2 Plus             | [ 8 ] [ 18 ]        |
| 2010 | Valkyria Chronicles II           | Cosette Coalhearth               |                                                            | [ 8 ]               |
| 2010 | Blur (videojuego)                | Rin (Antes de ser Ayumi/Harumi)) | Escenas eliminadas                                         | [ 19 ]              |
| 2012 | Final Fantasy XIII-2             | Voces adicionales                |                                                            | [ 20 ]              |
| 2012 | Ninja Gaiden 3                   | Ayane                            | También Ninja Gaiden 3: Razor's Edge                       | [ 8 ] [ 21 ]        |
| 2017 | .hack//G.U. Last Recode          | Kusabira                         |                                                            | [ 8 ]               |
| 2019 | Fire Emblem: Three Houses        | Lysithea von Ordelia             |                                                            | [ 22 ]              |

### Acción real
| Año  | Título             | Papel | Notas | Fuente |
| ---- | ------------------ | ----- | ----- | ------ |
| 1984 | Night of the Comet | Sarah |       | [ 23 ] |